# Ptochophyle dollmani
Ptochophyle dollmani là một loài bướm đêm trong họ Geometridae.